# Skjald
En skjald var en digter og trubadur i vikingetiden og nordisk middelalder, som regel knyttet til en stormand for at digte om ham og hans bedrifter. Skjaldedigtning er den ene af de to hovedgrupper i norrøn poesi. Den anden er Eddadigtene. Mange islændingesagaer bruger skjaldestrofer som replikker. Blandt andre har Kormáks saga og Gunnlaug Ormstunges saga en skjald som hovedperson.

## Ordets ophav
Oprindelsen for ordet "skjald" er uvis; måske afledt af verbet skella (= "at skælde") med tanke på nidviser og spottende udsagn i kvadene. 

## Kendte skjalde
Brage Boddason (ca 800 - ca 850) er den ældste skjald, der findes værker bevaret fra. Han er mest kendt for Ragnarsdrápa tilegnet Ragnar Lodbrog. Andre kendte norske skjalde var Tjodolv fra Kvine og Torbjørn Hornklove, der tjente hos Harald Hårfager, og Øyvind Skjaldespiller hos Håkon den Gode. Skjalden Bjarne Kolbeinsson var en rig biskop på Orknøerne, mens Skafte Toroddsson var høvding og lovsigemand på Island. Skjalden kunne kaldes "skjaldmand" (skaldmaðr) eller "sangdigter" (ljoðasmiðr), mens en kvindelig skjald kaldtes "skaldkone" (skaldkona) eller "skjaldmø" (skaldmær). De bedste kaldtes "hovedskjald" (höfuðskáld) eller "storskjald" (Þjóðskáld), mens en slet skjald blev kaldt "skjaldfjols" (skaldfifl). Islands største skjald i 900-tallet var Egil Skallagrímsson. Senere i 900-tallet og derefter var alle hirdskjalde islændinge, såsom Hallfred Vandrådeskjald hos Olav Tryggvason og Sigvat Tordarson  og Tormod Kolbrunarskjald hos Olav den Hellige. Berse Skaldtorvason, søn af skjaldkonen Skald-Torva, tjente hos Knud den Store  og formåede at digte sig ud af fangenskab hos Olav den Hellige. Sammen med Sigvat Tordarson rejste Berse senere som pilgrim til Rom, hvor han skal være død og gravlagt i Peterskirken. Fra 1100-tallet kendes islændingen Einar Skulason og Orknø-jarlen Ragnvald Kale, og i 1200-tallet islændingene Snorre Sturlason og hans nevøer Olav Tordarson Hvideskjald og Sturla Tordarson. 
Valdemar Sejr var den sidste danske konge, der blev underholdt af islandske skjalde, deriblandt Snorres brorsøn, Óláfr Þórðarson hvítaskáld (d. 1259). De digte findes ikke bevaret. 
Skaldatal er en fortegnelse over norske og islandske skjalde, sandsynligvis påbegyndt tidligt i 1200-tallet af Snorre. Den er sat op efter skjaldenes tilknytning til forskellige stormænd. I alt er der omtalt 148 skjalde, men i dag kendes flere end 440 skjaldenavne  fra norrøn tid. Åslaug som var gift med Ragnar Lodbrok, Vilborg Skald som virket under Olaf Kyrre og Steinvør Sigvatsdatter, tilknyttet Gaut på Mel, er de eneste kvindelige skjalde nævnt i Skaldatal .